# Río Huancabamba (Piura)
El Río Huancabamba, nace en la sierra del departamento de Piura, tiene aproximadamente 160 km de longitud, siendo afluente izquierdo del río Chamaya de la cuenca del Marañón, en el norte del Perú.Parte de su caudal es trasvasado al río Olmos, de la vertiente del Pacífico, por medio del túnel trasandino para el Proyecto Especial de Irrigación de Olmos en Lambayeque.

## Descripción
El río Huancabamba nace en el norte de la provincia de Huancabamba (región de Piura), cerca de la frontera con Ecuador, en la Cordillera Occidental peruana. Las cabeceras están sobre la Laguna Shimbe a una altitud de unos 3450 m.s.n.m.
El río Huancabamba pertenece a la cuenca occidental del Amazonas de la vertiente del Atlántico, fluye inicialmente 100 km al sur a través de las montañas. En el camino fluye a través del lago de montaña "Shimbe" de 4 km de largo. En el km 128, el río pasa por la capital provincial, Huancabamba en Piura. Desde el km 89 del río forma el límite departamental occidental y luego suroeste de la provincia de Jaén. 
En el km 39 del río está la presa del embalse de "Limón" que desvía parte de su caudal hacia Olmos en Lambayeque. Desde allí, desde 2014 hacia el lado occidental de los Andes a través del túnel Trasandino de casi 20 km de largo, se han transportado anualmente aproximadamente 400 millones de metros cúbicos de agua para el Proyecto de Irrigación Olmos. Aguas abajo de la presa, el río fluye dentro de la región de Cajamarca. Al sur de la cuenca baja se encuentra la provincia de Cutervo. El río Huancabamba gira hacia el este-sureste. En el kilómetro 7, pasa por la pequeña localidad de Pucará, en la margen izquierda. Finalmente, el río Huancabamba se encuentra con el río Chotano, proveniente del sur , con el que se une para formar el río Chamaya.